# Morro Mazatán
El Morro Mazatán es una población del estado mexicano de Oaxaca, localizada en el municipio de Santo Domingo Tehuantepec y en el istmo de Tehuantepec. Tiene el carácter de localidad de Santo Domingo Tehuantepec, siendo la tercera localidad más poblada del municipio.

## Tiponomía
Mazatán según su significado se refiere al "Lugar de Venados".

## Turismo
En esta localidad se puede encontrar una de las múltiples playas de arena fina y dorada de la costa oaxaqueña, siendo un destino escondido y solo concurrido por locales.
Playa Cangrejo, ubicado al sur de la localidad, es un destino turístico único por su arena fina, agua azul marino y su fauna en dónde se pueden encontrar cangrejos rojos, que le han dado su nombre. Ha sido destino turístico elegido por los locales y habitantes de toda la región del istmo y de la costa oaxaqueña.

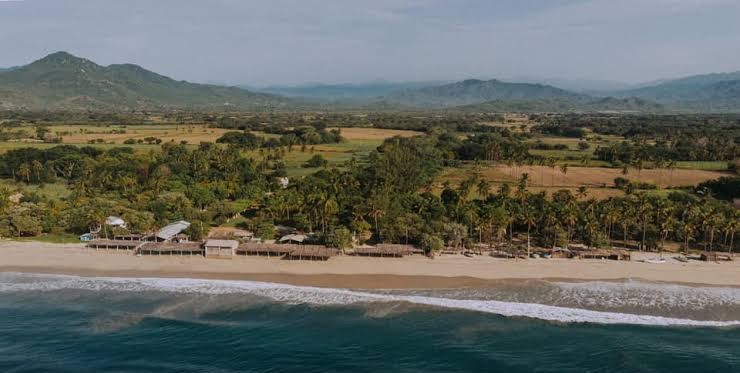
Panorámica de Playa Cangrejo

## Ubicación
La localidad se ubica en la parte sureste del municipio sobre la carretera costera que comunica Salina Cruz y Huatulco, a 23 km de la cabecera municipal.
Ubicado en las coordenadas geográficas 16°5′53″N 95°22′46″O / 16.09806, -95.37944.